# Маллован, Макс
Сэр Макс Э́дгар Люсье́н Ма́ллован (англ. Max Edgar Lucien Mallowan; 6 мая 1904 — 19 августа 1978) — британский археолог и специалист по древней Передней Азии.

## Биография

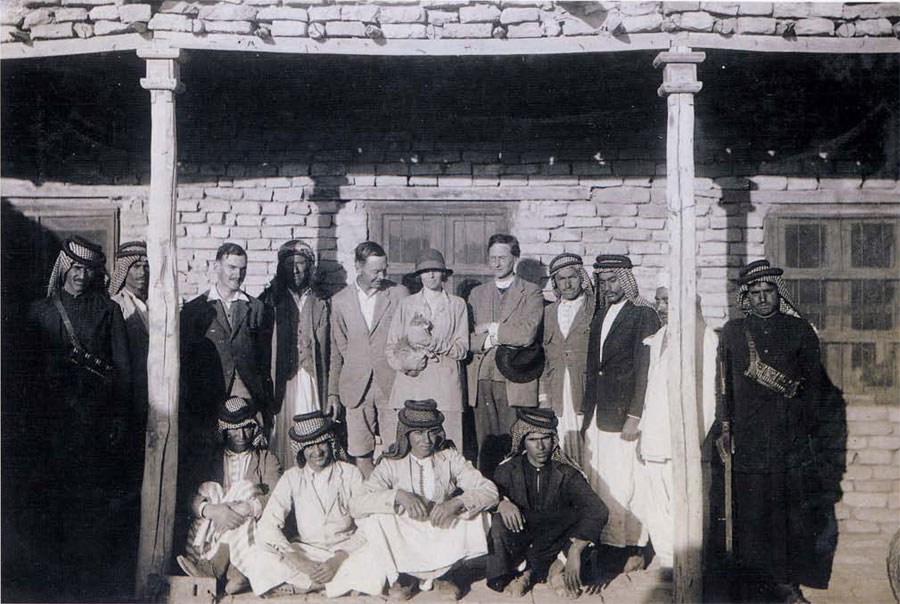
Раскопки в Уре, 1928—1929 года. Маллован (третий слева в заднем ряду), Хамуди, Леонард Вулли, Кэтрин Вулли, отец Эрик Р. Берроуз

Эдгар Маллован родился 6 мая 1904 в Уондсуэрте (англ. Wandsworth), одном из боро Лондона, в семье Фредерика Маллоуна и Маргерит (урожд. Дювивье), дочери Марты Дювивье. Он учился в Подготовительной школе Рокеби (англ. Rokeby Preparatory School) и Лансинг Колледже (англ. Lancing College), а университетское образование получил в Оксфорде, закончив Новый колледж по специальности классическая филология.
В 1925—1930 гг. был ассистентом Леонарда Вулли при раскопках Ура; там же встретил писательницу Агату Кристи, на которой женился 11 сентября 1930 года в церкви Святой Коломбы, Эдинбург.
Весной 1933 года был назначен председателем попечительского совета Британского музея и Британской школы археологии в Ираке и стал добиваться самостоятельного руководства экспедициями. В 1930-е годы исследовал древние городища в Ираке (в частности, в Арпачии) и Сирии (в Чагар-Базаре и Телль-Браке). В 1949—1958 годах руководил раскопками Нимруда, в 1966 году выпустил двухтомную монографию Nimrud and its Remains об их результатах.
Директор (1947—1961), председатель (1966—1970) и президент (1970—1978) Британской школы археологии в Ираке. Один из лидеров английской археологической школы в Передней Азии в период после Второй мировой войны. Его исследования были посвящены истории торговых отношений Новоассирийского царства с государствами Восточного Средиземноморья и Ираном.
После войны, в 1947 году, был назначен профессором западно-азиатской археологии в Лондонском университете, и занимал эту должность до избрания в 1962 году членом Колледжа всех душ в Оксфорде.
В 1960 году стал Командором Ордена Британской империи, а в 1968 году произведён в рыцари-бакалавры. Три года спустя, в 1971 году, Агата Кристи сама получила титул Дамы-Командора Ордена Британской империи, что сделало их союз одним из немногих, в котором каждый из супругов имеет собственный титул.

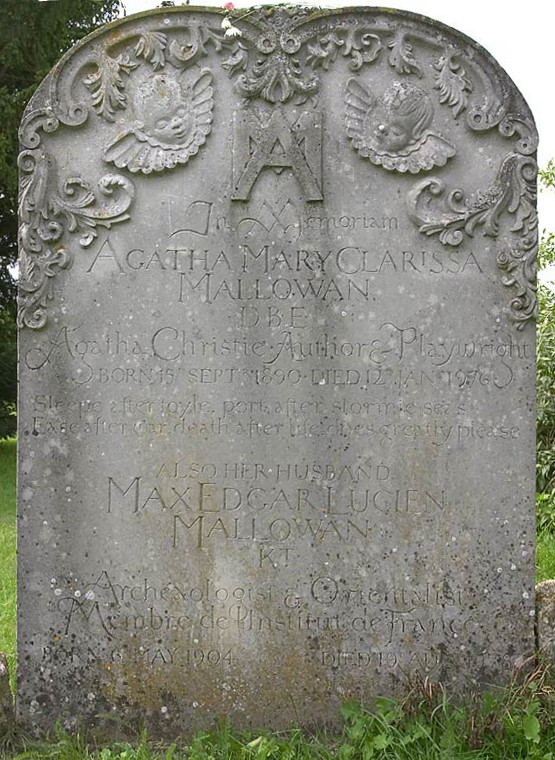
Надгробие на могилах Маллована и Кристи

Маллован овдовел в 1976 году. После смерти Кристи он окончательно переехал в Уинтербрук-хаус в Уоллингфорде, Оксфордшир, и близко общался со своей соседкой Жанной Стоунер Камойз, вдовой Ральфа Стойнера, 6-го барона Камойза. В сентябре 1977 года Макс Маллован женился второй раз, на 69-летней Барбаре Гастингс Паркер (англ. Barbara Hastings Parker), секретаре и библиотекаре Британской школы археологии в Ираке, которая ранее участвовала в его раскопках в Нимруде, Телль-Аль-Римме и Телль-Брэке.
В июле 1978 года Маллован перенёс операцию на поражённом артритом бедре, а 19 августа скончался от сердечного приступа в Уоллингфорде в возрасте 74 лет. Он был похоронен рядом со своей первой женой на кладбище святой Марии в Чолси.
После смерти мужа Барбара, леди Маллован продала Уинтербрук-хаус (предварительно пригласив дочь Кристи Розалинду Хикс, которая забрала вещи матери) за 40 000 фунтов стерлингов, и умерла в том же городе в 1993 году в возрасте 85 лет.

## Публикации
Библиография учёного была опубликована в 1974 году в журнале IRAQ.

### Статьи
- M. E. L. Mallowan. The Excavations at Tall Chagar Bazar and An Archaeological Survey of the Ḫabur Region. Second Campaign, 1936 (англ.) // IRAQ. — 1937-10. — Vol. 4, iss. 2. — P. 91–154. — ISSN 0021-0889. — doi:10.2307/4241610.

- M. E. L. Mallowan. The Excavations at Tall Chagar Bazar, and an Archaeological Survey of the Ḫabur Region, 1934–5 (англ.) // IRAQ. — 1936-04. — Vol. 3, iss. 1. — P. 1–59. — ISSN 0021-0889. — doi:10.1017/S0021088900020714.

- M. E. L. Mallowan, J. Cruikshank Rose. Excavations in the Baliḫ Valley, 1938 (англ.) // IRAQ. — 1946-01. — Vol. 8. — P. 111–159. — ISSN 0021-0889. — doi:10.2307/4199529.

- M. E. L. Mallowan. Memories of Ur (англ.) // IRAQ. — 2014-08-07. — Vol. 22, iss. 1—2. — P. 1–19. — ISSN 0021-0889. — doi:10.2307/4199664.

### Монографии
- M. E. L. Mallowan: Early Mesopotamia and Iran. (The Library of Early Civilizations.) London: Thames and Hudson, 1965.
- M. E. L. Mallowan: Nimrud and its Remains. London: Collins, 1966. 2 vols., 677 pp.